# Flarkån, Jokkmokks kommun
Flarkån (Lakaträskån) är en å i Norrbotten, Bodens kommun, Edefors socken, som mynnar i Luleälven vid Svartlå. Längd ca 40 km, inklusive källflöden närmare 100 km.[källa behövs] Flarkån har sin källa i det stora myrområdet Vuoskunáhpe i Jokkmokks kommun (ca 2 mil norr om Vuollerim) och heter från början Pulisjåhkå eller Pulisbäcken. Längre ner byter den namn till Lakaträskån. Flarkån kommer av ordet flark, som är en beteckning på ett slags sankmark.[källa behövs]

## Sträckning
Efter sjön Lakaträsket (156 m ö.h.) vid byn, och före detta stationssamhället, Lakaträsk börjar den egentliga Flarkån. Lakaträsket är bara den första i ett milslångt pärlband av sjöar och sel, bland annat Gullträsket och Björnträsket. Efter sjöarna vidtar Flarkåns nedre del. Den består av 3 mil med ganska många forsar (ån faller här ca 100 m) och en markerad dalgång åt sydsydost, ner mot Luleälven och Svartlå. 